# Imlay City

Carte du comté de Lapeer, Michigan, indiquant Imlay City en rouge

Imlay City est une ville située dans le comté de Lapeer, dans l’État du Michigan, aux États-Unis. Selon le recensement de 2000, sa population est de 3 869 habitants.

## Source
- (en) Cet article est partiellement ou en totalité issu de l’article de Wikipédia en anglais intitulé « Imlay City, Michigan » (voir la liste des auteurs).